# Administracja elektroniczna
Administracja elektroniczna (również e-administracja, ang. e-administration) – administracja publiczna wykorzystująca technologie informatyczne i telekomunikacyjne w celu udostępnienia różnym interesariuszom drogą elektroniczną usług publicznych.
E-administracja ma na celu również poprawienie demokratyzacji i prowadzi do zbudowania społeczeństwa informacyjnego.